# فلای‌مونتسرات
فلای‌مونتسرات (به انگلیسی: FlyMontserrat) یک شرکت هواپیمایی با کد یاتا 5M است که در تاریخ ۲۰۰۹ میلادی تأسیس شده‌است. دفتر مرکزی فلای‌مونتسرات در فرودگاه جان ای. آزبرن، مونتسرات واقع شده‌است و به ۳ مقصد، پرواز انجام می‌دهد.